# Богушовка (Ровненская область)
Богушовка (укр. Богушівка) — село в Млиновской поселковой общине Дубенского района Ровненской области Украины.
До 2020 года входило в Млиновский район.
Население по переписи 2001 года составляло 37 человек. Почтовый индекс — 35122. Телефонный код — 3659. Код КОАТУУ — 5623887303.